# Кирпичный (Ханты-Мансийский район)
Кирпичный — посёлок в России, находится в Ханты-Мансийском районе, Ханты-Мансийского автономного округа — Югры. Входит в состав Сельского поселения Луговской.
Население на 1 января 2008 года составляло 654 человек.
Почтовый индекс — 628530, код ОКАТО — 71129916003.

## История
В 1585—1594 годах близ Кирпичного находился Обский городок — первое русское укреплённое поселение в Сибири.
Постановлением ВЦИК «Об организации национальных объединений в районах расселения малых народностей Севера» был образован Остя́ко-Вогу́льский национальный округ с центром в селе Самарово. Началось освоение северных территорий и развитие их экономики.
Поскольку суровые климатические условия требовали обязательного наличия печей в домах, возникла острая потребность в местном керамическом производстве. В 1930 г. возле слияния Иртыша и Оби образовался посёлок Кирпичный, где было развёрнуто производство керамической посуды и кирпича из 8 видов местной глины. Другое кирпичное производство начало работать в посёлке Ванзетур Берёзовского района.
Посёлок строили спецпереселенцы из южных районов Тюменской области — Голышмановского, Омутинского и Ишимского.
На территории вокруг посёлка было обнаружено шесть видов глин, отличавшихся друг от друга по химическому составу и цвету. Керамическим производством руководил В. А. Пеганов.

## Завод
Кустарное керамическое производство в посёлке Кирпичный переросло в централизованное благодаря усилиям Василия Александровича Пеганова (1907—1993), который благодаря профессиональным знаниям, умениям и навыкам смог организовать производство и обучить учеников, добившись выпуска кирпича и посуды достаточно высокого качества. Пеганов в первые годы работы подготовил 8 мастеров, которые, в свою очередь, по полгода готовили своих учеников.
Завод выпускал не только высококачественный кирпич, но и посуду, игрушки и свистульки из местной глины шести сортов. Более пластичную рыжую глину с красноватым оттенком использовали для производства посуды, синюю или серую глину, которую местные называли «орешник» — для производства кирпича. Сырьё добывали вручную у подножия горы, получившей впоследствии название Пегановой в память об основателе производства, сбивали в комки и конным транспортом перевозили на завод.
Для производства использовались ручная лепка, самодельные гончарные круги, а также шликерное литье. После сушки на открытом воздухе изделия обжигали в самодельной квадратной печи, топившейся дровами круглосуточно. Посуду, по форме относившуюся к традиционной русской культуре, глазуровали мелко измельченным стеклом. Готовая продукция отправлялась на продажу в Остяко-Вогульск и поселения округа.
Первый завод был снесён просуществовал по причине изношенности производственных помещений в 1950-е годы, а рядом с ним был построен новый, только для выпуска кирпича. Местное производство посуды прекратилось по объективным причинам: у появилась покупать более качественные товары крупных промышленных предприятий региона и страны.
Кирпичный завод проработал до 1990-х годов и был закрыт в результате перехода к рыночной экономике.
Некоторые изделия завода и их фрагменты сохранены в музее посёлка Кирпичный и в фондах Музея природы и человека в Ханты-Мансийске. Однако эта информация далеко не полная: старожилы посёлка утверждают, что ассортимент производства был гораздо шире набора предметов, сохранившихся в музейных коллекциях.

## Статистика населения
| Год  | Численность постоянного населения (среднегодовая) |
| ---- | ------------------------------------------------- |
| 2002 |                                                   |
| 2008 | 654                                               |
| 2010 |                                                   |

## Климат
Климат резко континентальный, зима суровая, с сильными ветрами и метелями, продолжающаяся семь месяцев. Лето относительно тёплое, но быстротечное.